# Afyon - Oppio
Afyon - Oppio è un film del 1972 diretto da Ferdinando Baldi.

## Trama
L'italo-americano Joseph Coppola vuole avviare un traffico di droga dalla Turchia agli Stati Uniti: chiede quindi sostegno alla mafia siciliana, che lo protegge dai marsigliesi. Negli Stati Uniti però dimentica gli accordi e la smercia da solo, mettendosi contro la malavita. Alla fine, Joseph viene ucciso da uno degli emissari dopo aver aiutato la Narcotici a incastrare il boss Sally e la sua banda.

## Colonna sonora
La colonna sonora del film fu composta dai fratelli Guido De Angelis e Maurizio De Angelis, che utilizzarono per la prima volta lo pseudonimo Oliver Onions proprio a partire dal singolo Afyon - Oppio/Claude. La colonna sonora integrale del film, fu pubblicata in LP in Italia e Germania su etichetta Cinevox.

## Produzione
L'albergo di Istanbul dove risiede Joseph Coppola (Ben Gazzara) ha una duplice natura. Per quanto riguarda le immagini esterne, il terrazzo con vista sul Bosforo nonché la facciata dell’hotel è quella dell'Hilton Istanbul Bosphorus a Sisli, Istanbul (Turchia), già visto in Kriminal. Per gli interni, si tratta della Suite Petronius dell'Hotel Hilton Rome Cavalieri in Via Alberto Cadlolo 101 a Roma (la stessa stanza venne utilizzata per alcune scene del film La città gioca d'azzardo, 1975); nello stesso hotel vennero girate le scene del bar e della piscina nel parco. Altre scene sono state realizzate a Vejano (Viterbo).

## Distribuzione
Il film uscì nelle sale cinematografiche italiane il 22 dicembre 1972.
Negli Stati Uniti venne distribuito con il titolo The Sicilian Connection nel gennaio 1977.

## Curiosità
- La voce di Ben Gazzara è stata doppiata da un altro attore nella versione in inglese.
- Il regista e produttore Ciro Ippolito riutilizzò parte delle sequenze di questo film per montare I contrabbandieri di Santa Lucia di Alfonso Brescia, girato sette anni dopo.